# Clovia muiri
Clovia muiri är en insektsart som beskrevs av Victor Lallemand 1939. Clovia muiri ingår i släktet Clovia och familjen spottstritar. Inga underarter finns listade i Catalogue of Life.